# Furgoneta

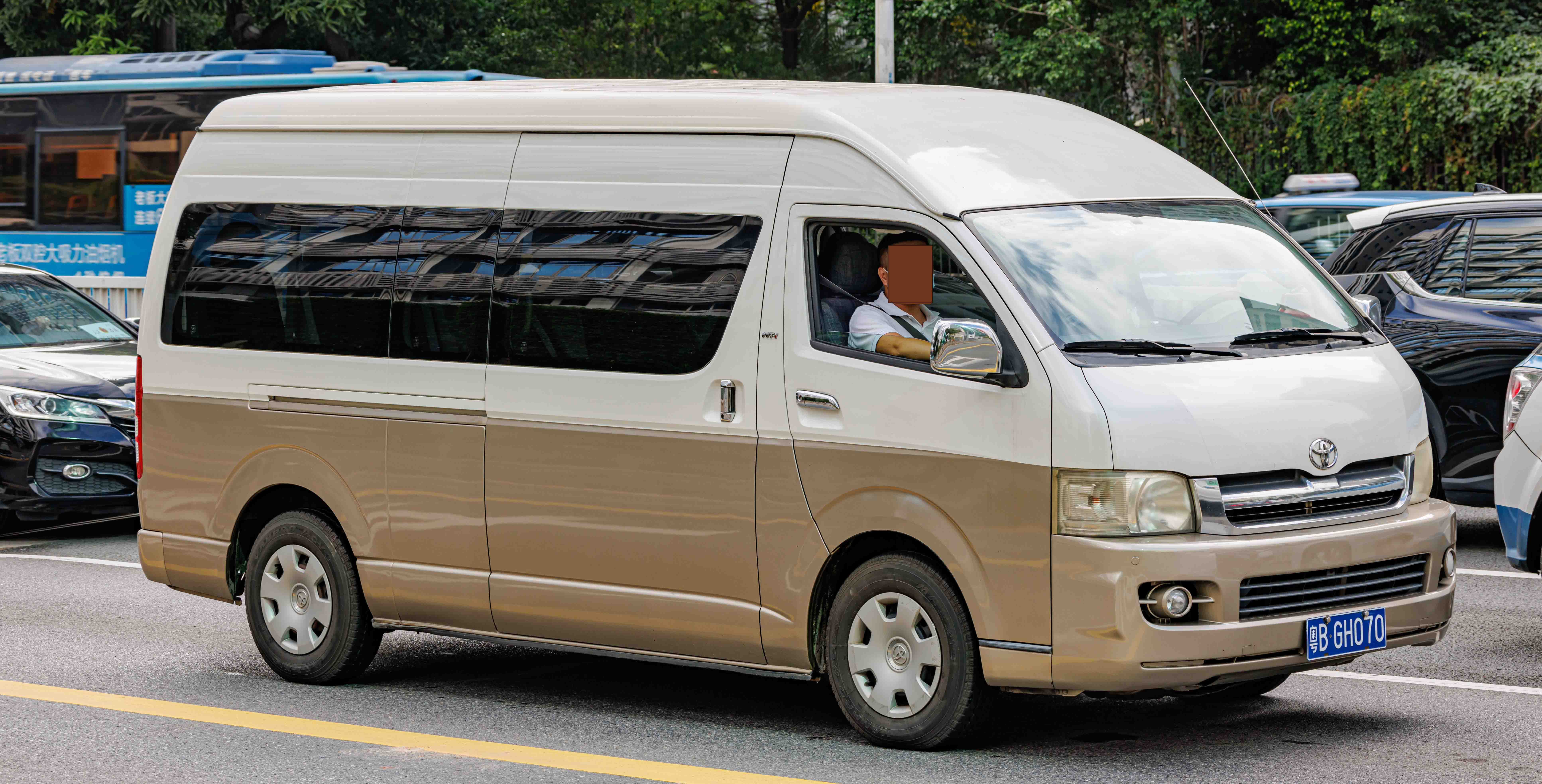
Toyota Hiace Conmuter, uno de los modelos de furgoneta más populares en la actualidad.

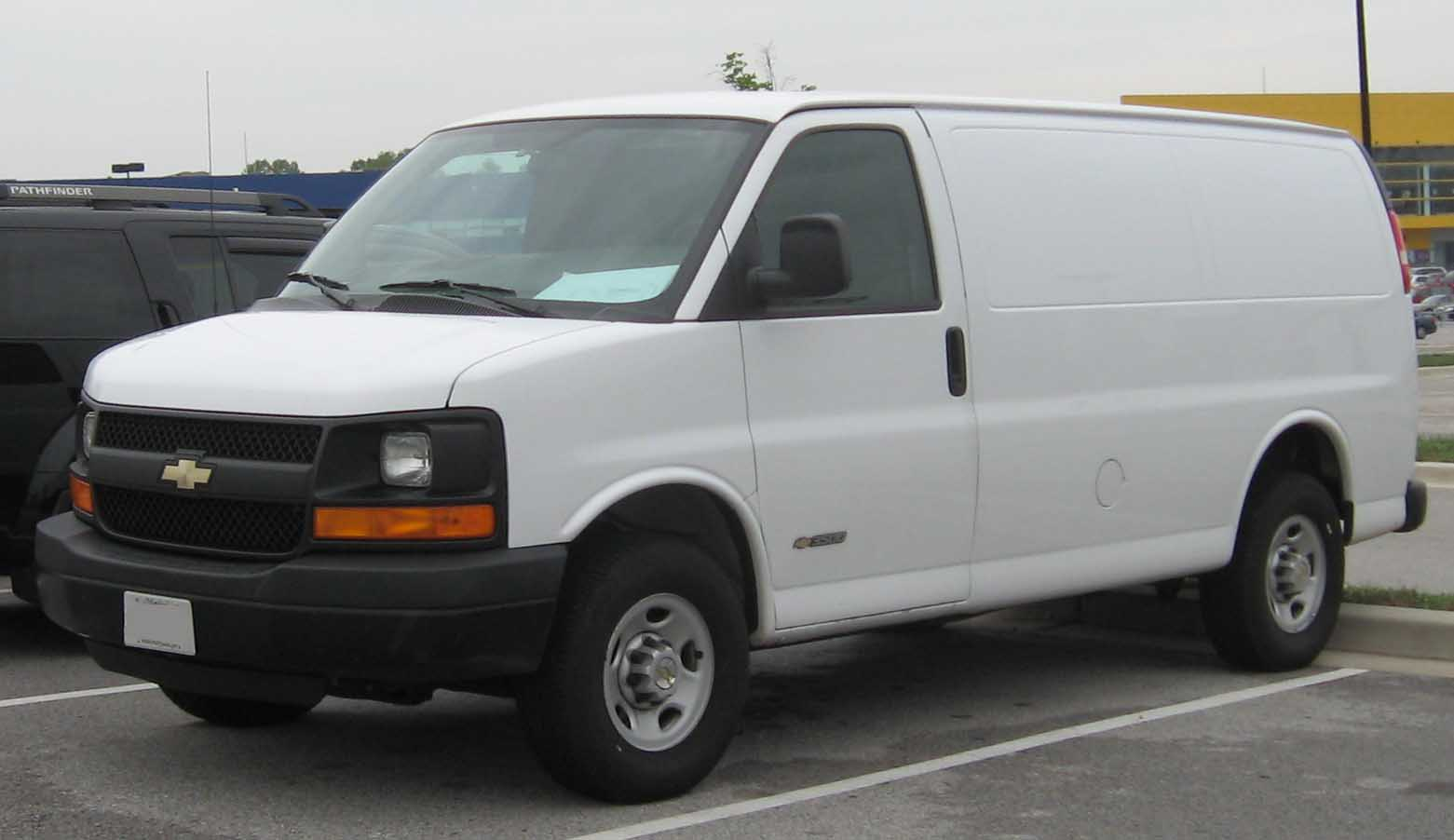
Una furgoneta Chevrolet Express, de tamaño mediano.

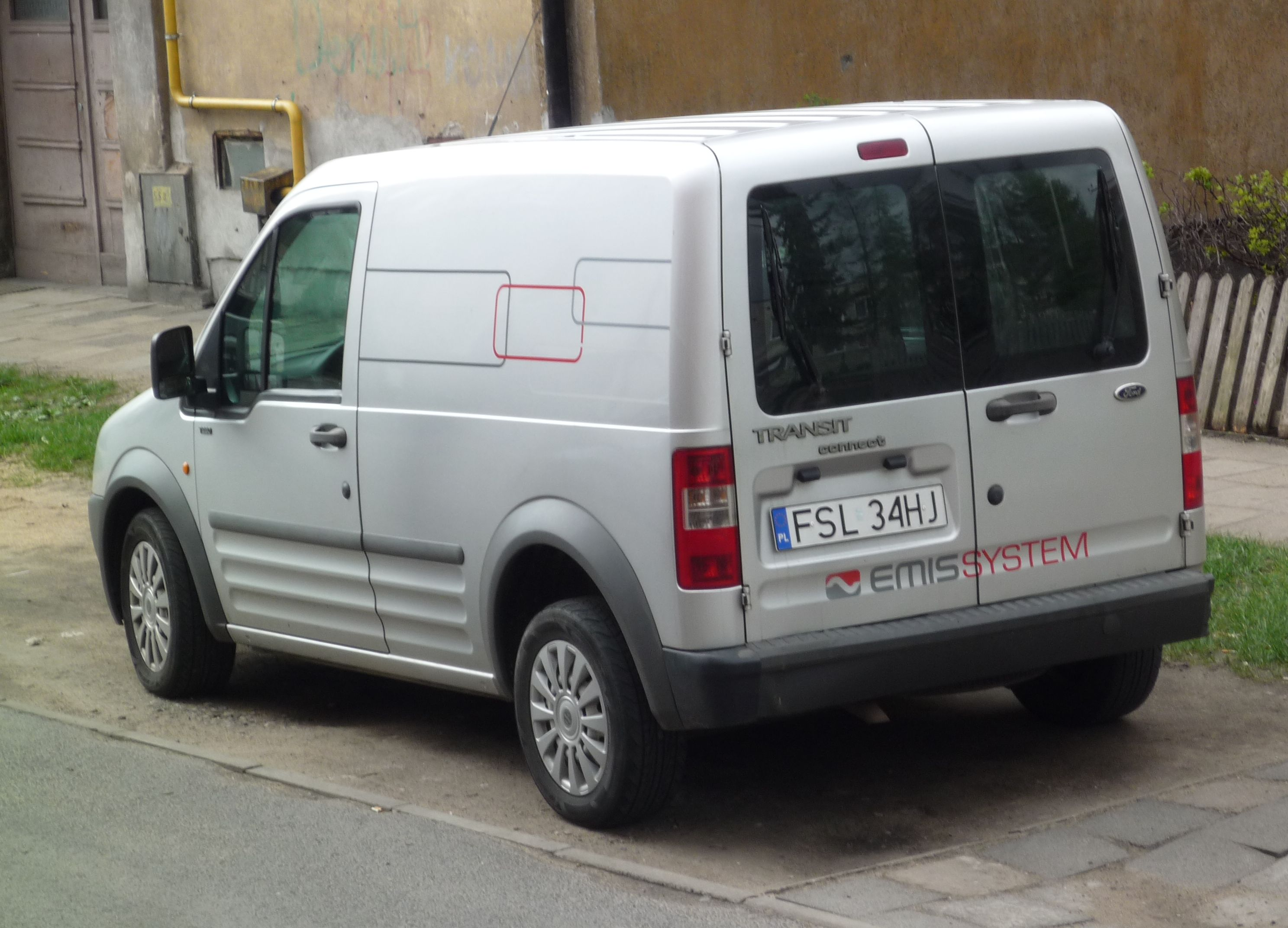
Una furgoneta pequeña, la Ford Transit Connect, vista desde atrás.

Una furgoneta (también denominada van, buseta, furgón, o combi) es un vehículo comercial ligero utilizado para transportar bienes o grupos de personas. Es considerada un coche. Una furgoneta tiene en la parte posterior una zona de carga de formas ortogonales y techada, puede ser más grande o más pequeña que una camioneta pickup (cuya zona de carga está al aire libre) y un SUV, y más grande que un automóvil de turismo pero más pequeña que un camión o un autobús. En algunos casos, la zona de carga es solo para pasajeros y tiene varias filas de asientos, y en otros es mixta para carga y pasajeros o está completamente vacía para transportar solo la carga. En el último caso, los vidrios laterales pueden ser reemplazados por una continuación de la chapa.
El portón trasero es casi siempre de dos hojas de apertura horizontal. Una furgoneta suele ser más alta que un turismo y un monovolumen. Con respecto a un monovolumen, la posición de los asientos es más erguida y alta, y el morro más corto. El motor es casi siempre delantero, y en algunos casos (como las Nissan Vanette, Nissan Trade y Mercedes-Benz MB 100) está situado por debajo de los asientos delanteros para disminuir la longitud total. Excepción son las furgonetas pequeñas derivadas directamente de turismos del segmento B —y más raramente del A o el C— como las Fiat Fiorino, Citroën C15 y Opel Combo que suelen compartir toda la estampación con el modelo del que derivan hasta el pilar B o aquellas que comparten plataforma con turismos aunque con estampación propia como las Ford Transit Connect, Renault Kangoo o Citroën Berlingo. Aunque en México también se utiliza para la furgoneta el término «van», este es más propiamente utilizado en español para definir los remolques para caballos. Una de las furgonetas más conocidas en todo el mundo es la Volkswagen Transporter.

## Origen y uso de la palabra "van"
La palabra "van" se refiere en inglés a un tipo de vehículo que surgió como contracción de la palabra caravan (caravana o autocaravana). Los primeros registros de van como vehículo en inglés se remontan a mediados del siglo XIX, con el significado de vagón cubierto para el transporte de mercancías; el primer registro de este tipo data de 1829. La palabra caravan, con el mismo significado, se utiliza desde la década de 1670. Una caravana en el sentido de vagón había surgido como extensión, o corrupción, de caravan, que significaba convoy de varios vagones (véase caravana (comitiva)).
La palabra furgoneta tiene significados ligeramente diferentes, aunque superpuestos, en distintas formas del inglés. En la actualidad, la palabra se aplica en todas partes a furgonetas con más capacidad de carga que un automóvil normal.

## Ejemplos

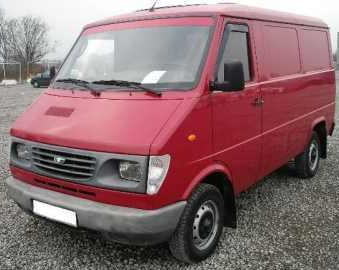
Furgoneta polaca Lublin III.

### Alemania y Austria
La historia de las furgonetas de reparto ligeros se remonta a los inicios de la construcción de automóviles a finales del siglo XIX.
En el período anterior a la Segunda Guerra Mundial, varios fabricantes produjeron los llamados furgones de reparto exprés, que normalmente ofrecían una carga útil de 200 a 300 kg y tenían solo tres ruedas. Algunos ejemplos son Tempo y Framo. Antes de la guerra también se fabricaron furgonetas de cuatro ruedas, como por ejemplo el Framo V 500 a partir de 1938.
A partir de 1934, el fabricante austriaco Steyr Daimler Puch construyó vehículos con cabina de conducción desplazada hacia delante, motor boxer de 4 cilindros y chasis de diseño propio de la industria automovilística. Se conocen los siguientes tipos:
Basado en el Steyr 50
- Furgoneta de reparto Steyr 110 (motor de 1,4 litros y 32 CV, carga útil de 400 kg, 1934-1936, 150 unidades vendidas)
- Furgoneta de reparto Steyr 210 (motor de 1,5 litros y 35 CV, carga útil de 400 kg, 1937-1938, 60 unidades vendidas)

Basado en el Steyr 55
- Furgoneta de reparto Steyr 150 (motor de 1,5 litros y 35 CV, carga útil de 750 kg, chasis reforzado, 1938-1939, 205 unidades vendidas)
- Versión militar del Steyr 250 (modificaciones del Kübelwagen según las exigencias de la Wehrmacht, 1938-1940, 1.200 unidades fabricadas)

La recepción que esta serie de furgonetas de reparto de Steyr tuvo en los museos es poco conocida. Se supone que sólo unas pocas piezas han llegado a los museos. En la película Der Bockerer II – Austria es libre se utilizó un Steyr 150 con carrocería de plataforma. El vehículo con la inscripción en la puerta “Karl Bockerer” se exhibió posteriormente en la exposición aniversario “25 años de ÖGHK” en el Museo Técnico de Viena.  El Citroën TUB, introducido en 1939 con el sistema de propulsión del Citroën Traction Avant, era un vehículo con cabina sobre el motor y puerta corrediza lateral. Después de la guerra, los carruajes tirados por caballos que se habían utilizado anteriormente fueron reemplazados cada vez más por pequeños furgones, también conocidos en aquella época como transportadores exprés. Al principio, los vehículos tenían motores que se considerarían débiles, de entre 10 y 25 kW, y estaban equipados de forma espartana. Los primeros representantes típicos en Alemania fueron el DKW Schnellaster , el Tempo Matador y el VW Transporter, y en la RDA el Framo V 501/2. En Francia, Citroën introdujo el Tipo H en 1947 .

### Estados Unidos
El precursor de las furgonetas americanas serían los automóviles tipo sedán para reparto de los años 30 a finales de los 50. La primera generación de furgonetas americanas fueron las furgonetas compactas de los años 60, cuyo tamaño seguía el modelo del Volkswagen Transporter. El modelo basado en el Corvair (Chevrolet Greenbrier) imitaba incluso el diseño del motor trasero refrigerado por aire. La primera generación de Ford Econoline (E-series), basada en el Ford Falcon, tenía el morro plano y el motor montado entre y detrás de los asientos delanteros. El Dodge A100 tenía una disposición similar y podía alojar un motor V8. Chevrolet también adoptó esta disposición. Las furgonetas Ford, Dodge y Corvair también se fabricaron como camionetas.
Las furgonetas estándar o de tamaño completo aparecieron con la innovación de Ford de adelantar el motor bajo un capó corto y utilizar componentes de camioneta. El alojamiento de la cabina del motor a menudo se denomina caseta de perro. Con el tiempo, evolucionaron hacia morros más largos y formas más estilizadas. El Dodge Sportsman (Dodge Ram) estaba disponible con una extensión en la parte trasera de su modelo de batalla larga para crear una furgoneta para 15 pasajeros. Los vehículos se han vendido tanto en modelos de carga como de pasajeros, así como en versiones de chasis de furgoneta recortado para que los fabricantes de segunda etapa fabriquen furgonetas de caja, ambulancias, autocaravanas y otros vehículos. Los fabricantes de segunda etapa también modifican la carrocería del fabricante original para crear furgonetas personalizadas.
Dodge puso fin a la producción de sus furgonetas de tamaño completo durante el año 2003 y las sustituyó por la Dodge Sprinter, que se basa en un patrón de diseño europeo más eficiente en términos de consumo de combustible (el furgón Mercedes-Benz Sprinter). Las versiones típicas de la Sprinter son más altas que otras furgonetas, con un perfil más aerodinámico en la parte delantera. Se han adoptado principalmente para aplicaciones de reparto y autocaravanas ligeras con cabina de furgoneta de Clase C.

## Tamaño

### Francia
En Francia, los fabricantes estandarizan las furgonetas y las clasifican por tamaño o calibre. Su tamaño es medible en “unidades” las cuales tienen valores no de medida sino de formato o comparación. Estos valores identifican por tanto la longitud, L, y la altura, H, de la parte útil del vehículo. Esta información está disponible en los catálogos de los fabricantes. Los principales formatos de furgonetas son:
- L1H1 (pequeño vehículo utilitario): transporte de pasajeros o pequeños equipos;
- L2H1 (utilidad clásica): transporte de pasajeros o pequeños equipos;
- L2H2 (utilitario clásico, ligeramente superior): transporte de pasajeros o equipamiento, transformable en furgoneta camper  ;
- L2H3 (vehículo utilitario clásico, pero con una altura de techo mucho mayor): equipo de gran tamaño, transporte de materiales, se puede transformar en una autocaravana;
- L3H2 (vehículo utilitario extendido): reparto, transporte de equipos y materiales voluminosos, transformable en autocaravana;
- L4H3 (furgoneta larga, chasis reforzado): entrega, transporte de equipos voluminosos acoplados al vehículo, materiales, transformable en furgoneta camper.

## Usos

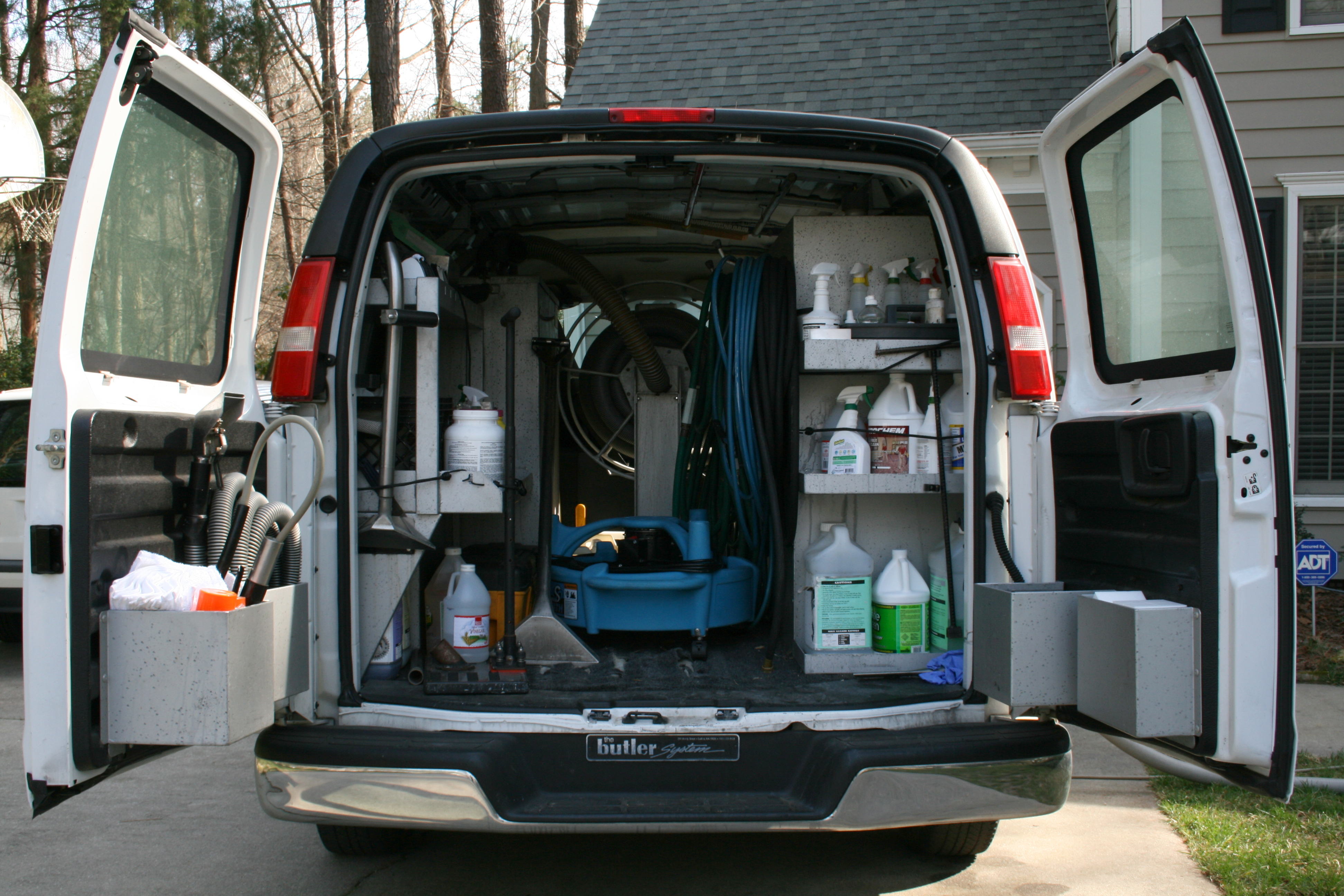
Una furgoneta Chevrolet equipada con herramientas profesionales para la limpieza de alfombras.

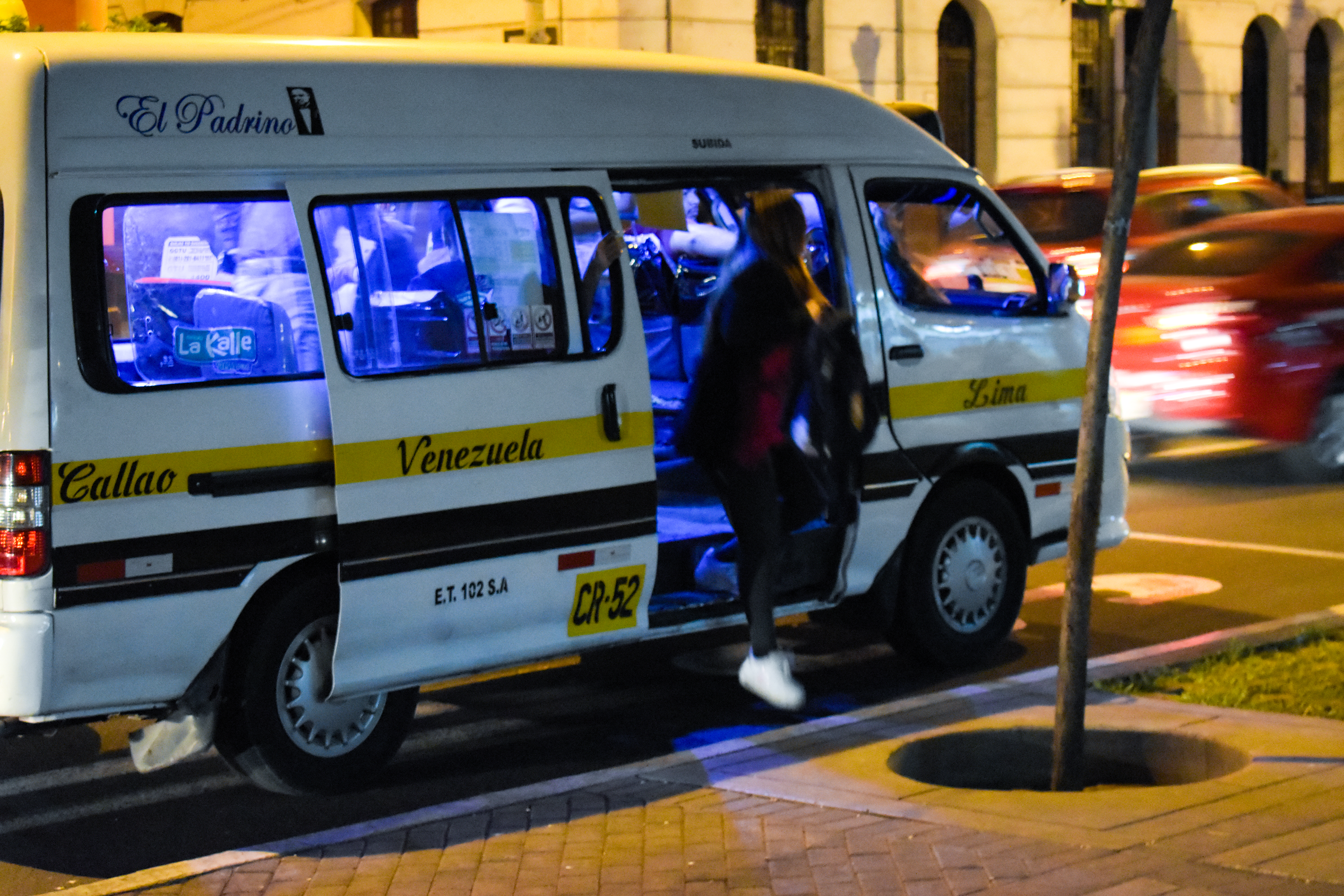
En algunos países, es común su uso como medio de transporte. Combi en Lima, Perú.

En las zonas urbanas de Estados Unidos, las furgonetas de gran tamaño se han utilizado como furgonetas de cercanías desde 1971, cuando Dodge introdujo una furgoneta que podía transportar hasta 15 pasajeros. Las furgonetas de transporte de cercanías se utilizan como alternativa a los vehículos compartidos.
Muchas empresas móviles utilizan una furgoneta para llevar casi todo su negocio a los distintos lugares donde trabajan. Por ejemplo, los que acuden a domicilios o lugares de trabajo para realizar diversos servicios, instalaciones o reparaciones. Las furgonetas también se utilizan para trasladar a personas y su equipaje entre hoteles y aeropuertos, para transportar a viajeros entre aparcamientos y sus lugares de trabajo, y a lo largo de rutas establecidas como minibuses. Las furgonetas también se utilizan para transportar a ancianos y personas con movilidad reducida a los servicios religiosos o para llevar a grupos de jóvenes a parques de atracciones, picnics y visitas a otras iglesias. Las furgonetas también se utilizan en los colegios para llevar a los equipos deportivos a los partidos. Las furgonetas han sido utilizadas por grupos musicales en gira para transportar equipos y personas a locales a distancias importantes.

## Seguridad en caso de vuelco
Una furgoneta es más alta que un turismo normal, por lo que su centro de gravedad es más alto. La suspensión también es más alta para acomodar el peso de 15 pasajeros, que pueden pesar más de una tonelada por sí solos. En Estados Unidos, es habitual que sólo los pasajeros de los asientos delanteros utilicen el cinturón de seguridad. La Administración Nacional de Seguridad del Tráfico en Carretera de Estados Unidos (NHTSA) ha determinado que los pasajeros que llevan cinturón tienen unas cuatro veces más probabilidades de sobrevivir en los accidentes con vuelco.
Según la Administración Nacional de Seguridad del Tráfico en Carretera de EE. UU. (NHTSA), la seguridad puede mejorar si se conocen las características únicas de las furgonetas de 12 y 15 pasajeros y se siguen las directrices desarrolladas para sus conductores.

## Equipamiento de seguridad
Muchas furgonetas comerciales están equipadas con barreras de carga detrás de los asientos delanteros (o traseros, si están instalados) para evitar lesiones causadas por la carga suelta en caso de desaceleración repentina, colisión o vuelco. A veces, las barreras de carga de las furgonetas están equipadas con puertas que permiten al conductor pasar al compartimento de carga del vehículo.

## Seguridad en caso de colisión
La seguridad de los pasajeros, particularmente en una furgoneta, es una consideración crítica en el contexto de diferentes tipos de accidentes de colisión. Las furgonetas, al ser vehículos más grandes, tienen características únicas que influyen en su seguridad durante los choques. La seguridad de las personas dentro de una furgoneta durante un accidente depende de factores como el diseño del vehículo, las características de seguridad, el tipo de colisión y la gravedad del impacto.
Las furgonetas están típicamente diseñadas con la seguridad en mente, incorporando elementos estructurales como las zonas de deformación, que absorben la energía del impacto durante una colisión. Estas zonas ayudan a proteger a los pasajeros al minimizar las fuerzas transmitidas a la cabina del vehículo. Además, muchas furgonetas modernas están equipadas con una variedad de características de seguridad, como airbags, sistemas de frenos antibloqueo (ABS), control electrónico de estabilidad (ESC) y barras laterales reforzadas que aumentan la protección de los pasajeros. Las furgonetas también suelen tener posiciones de asiento más altas, lo que proporciona una mejor visibilidad al conductor, lo que puede reducir la probabilidad de que ocurra un accidente.

### Tipos de colisiones
En el caso de una colisión frontal, donde la furgoneta choca de frente con otro vehículo u objeto, el impacto es absorbido por las zonas de deformación delanteras. Esto reduce la gravedad del impacto para los ocupantes de la furgoneta. Los airbags frontales y los cinturones de seguridad son fundamentales en estos accidentes, ya que ayudan a prevenir lesiones al restringir a los pasajeros y evitar que golpeen el tablero de instrumentos o el volante. Sin embargo, el riesgo de lesiones aumenta si el diseño de la furgoneta no distribuye adecuadamente las fuerzas del choque.
Las colisiones laterales son particularmente peligrosas debido a la protección limitada que ofrece la estructura de la furgoneta. En los accidentes laterales, los ocupantes corren el riesgo de sufrir lesiones directas debido al impacto. Las furgonetas generalmente tienen menos protección contra impactos laterales, como airbags adicionales o paneles laterales reforzados, en comparación con los automóviles de pasajeros. Sin embargo, las furgonetas más modernas están equipadas cada vez más con airbags laterales y barras de refuerzo laterales para mitigar el riesgo de lesiones.
Los accidentes por impacto trasero son comunes en el tráfico denso o durante una frenada repentina. El riesgo de lesión a los ocupantes de la furgoneta en estos accidentes depende principalmente de la gravedad del impacto. Los reposacabezas y los respaldos de los asientos juegan un papel importante en la prevención de lesiones por latigazo cervical durante las colisiones traseras. Aunque los choques traseros suelen provocar lesiones menos graves en comparación con los impactos frontales o laterales, todavía pueden representar una amenaza significativa para la seguridad, especialmente para los pasajeros que no usan el cinturón de seguridad.
Las furgonetas, particularmente las más grandes, como las furgonetas de pasajeros o las furgonetas de carga, son más propensas a volcarse en ciertos escenarios de colisión, especialmente cuando realizan giros bruscos a alta velocidad o en un accidente lateral. Los vuelcos representan un peligro significativo debido al riesgo de expulsión y la fuerza ejercida sobre los pasajeros. Las furgonetas modernas incorporan techos más fuertes y características de seguridad como sensores de vuelco que activan airbags de cortina, proporcionando una mayor protección durante tales accidentes.

### Protección del conductor y los pasajeros
La seguridad tanto del conductor como de los pasajeros depende en gran medida del uso del cinturón de seguridad y de la posición adecuada de los mismos. El uso del cinturón de seguridad reduce el riesgo de lesiones fatales hasta en un 50%. También se alienta a los conductores a mantenerse alerta y evitar distracciones para reducir la probabilidad de que ocurran accidentes en primer lugar.
Por ello aunque la seguridad en las furgonetas ha mejorado con la inclusión de tecnologías de seguridad avanzadas, el riesgo de lesiones varía según el tipo de colisión. Los conductores y pasajeros están mejor protegidos cuando todas las características de seguridad se usan adecuadamente y el vehículo está equipado con las últimas innovaciones en seguridad.

## Algunos modelos antiguos notables

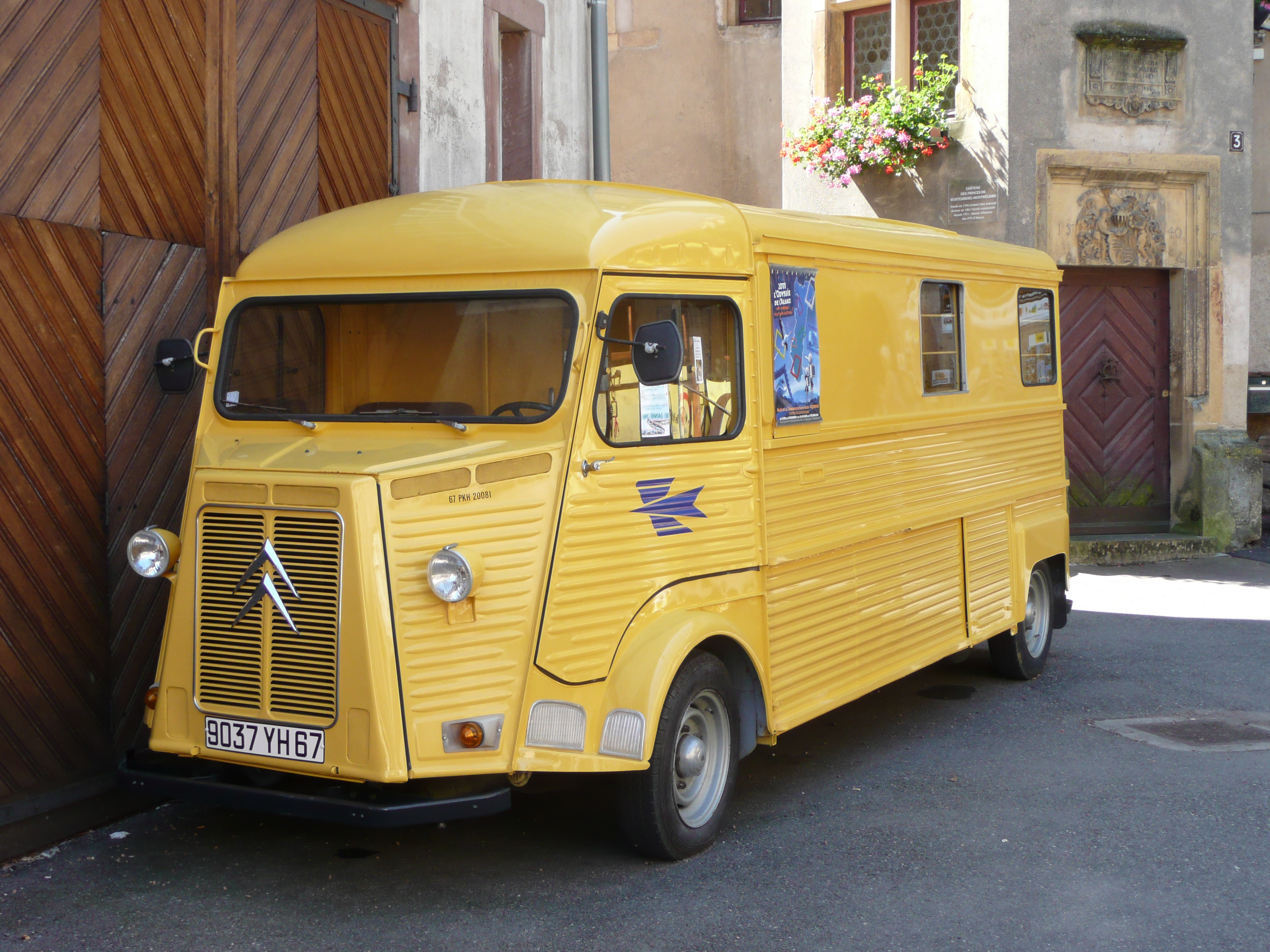
Citroën H, en este caso un modelo utilizado por el servicio de Correos francés

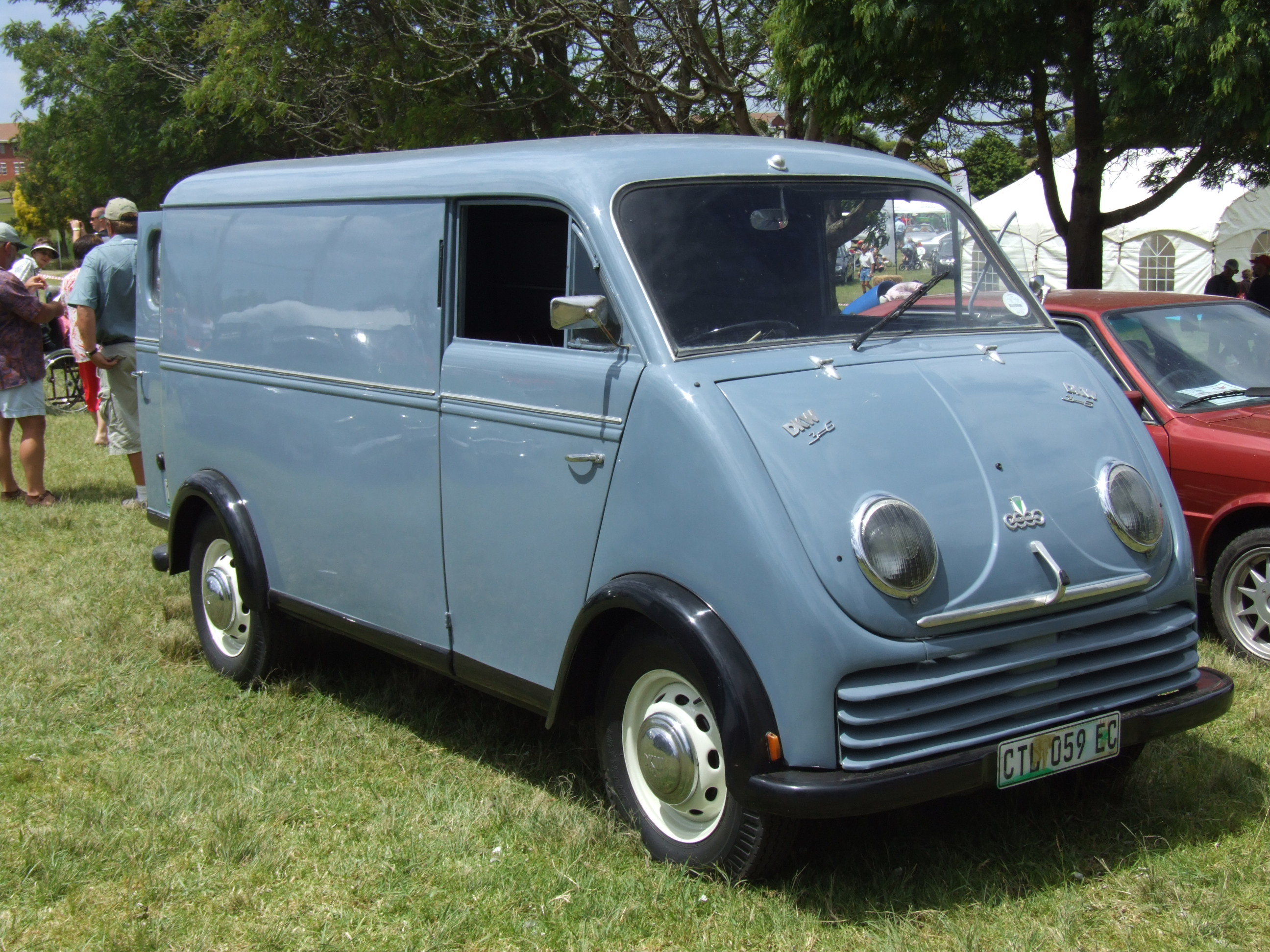
DKW F89 L

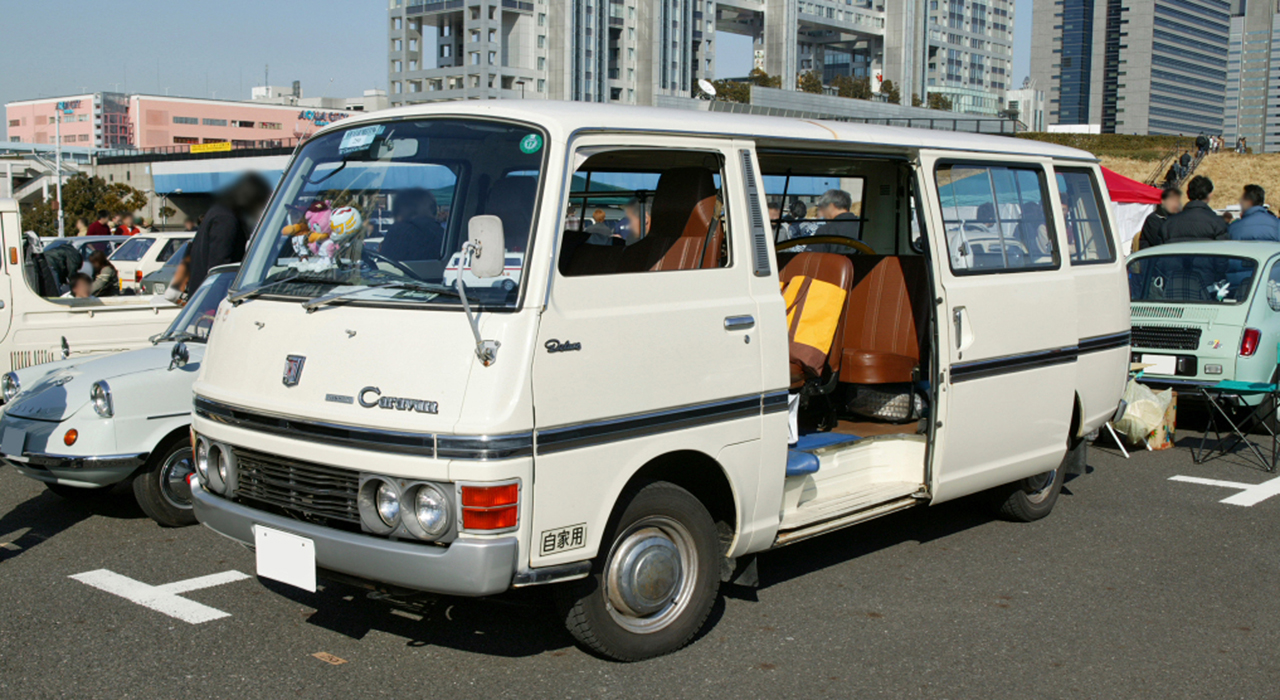
Nissan Urban o Caravan

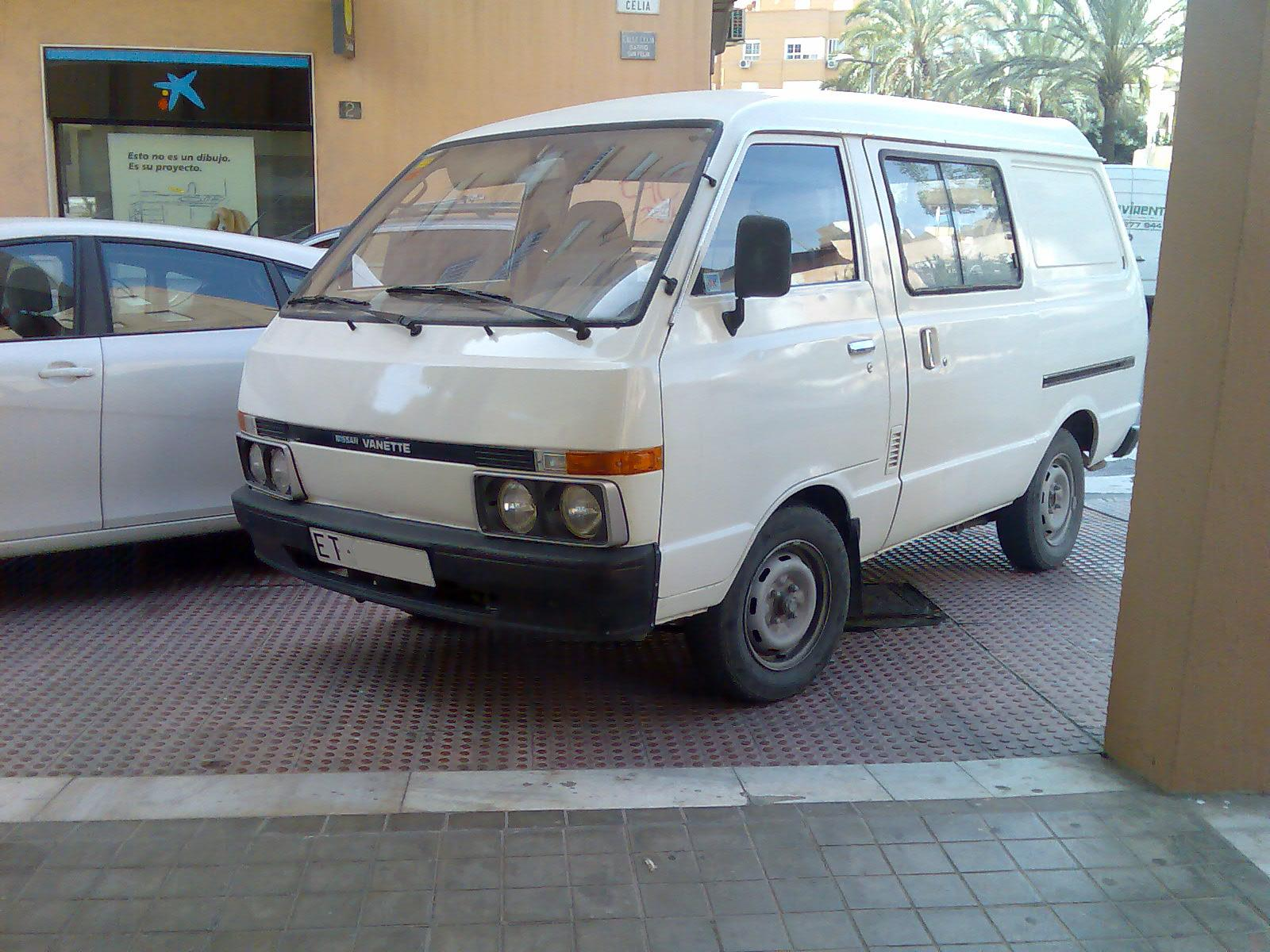
Nissan Vanette

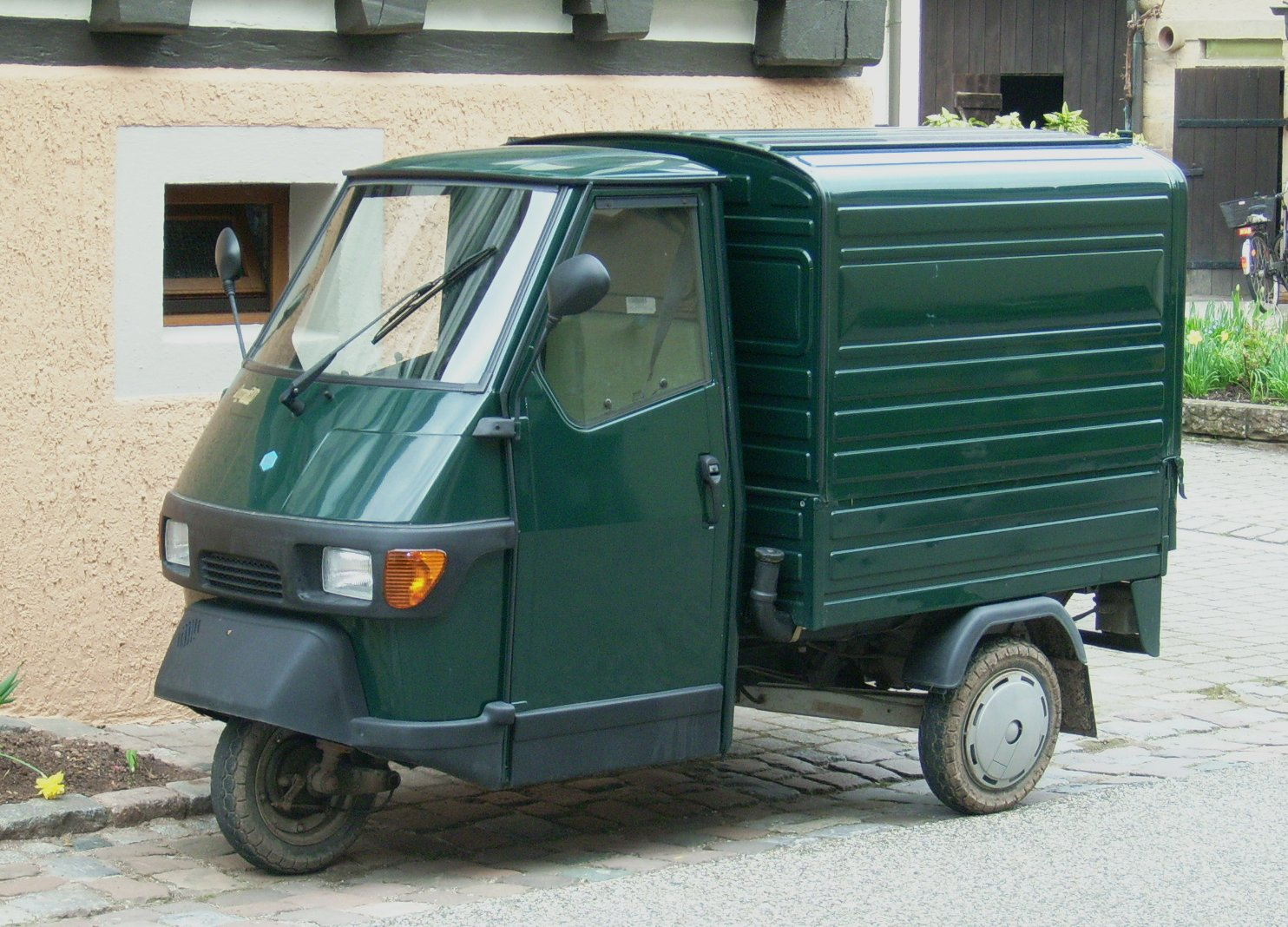
Piaggio Ape

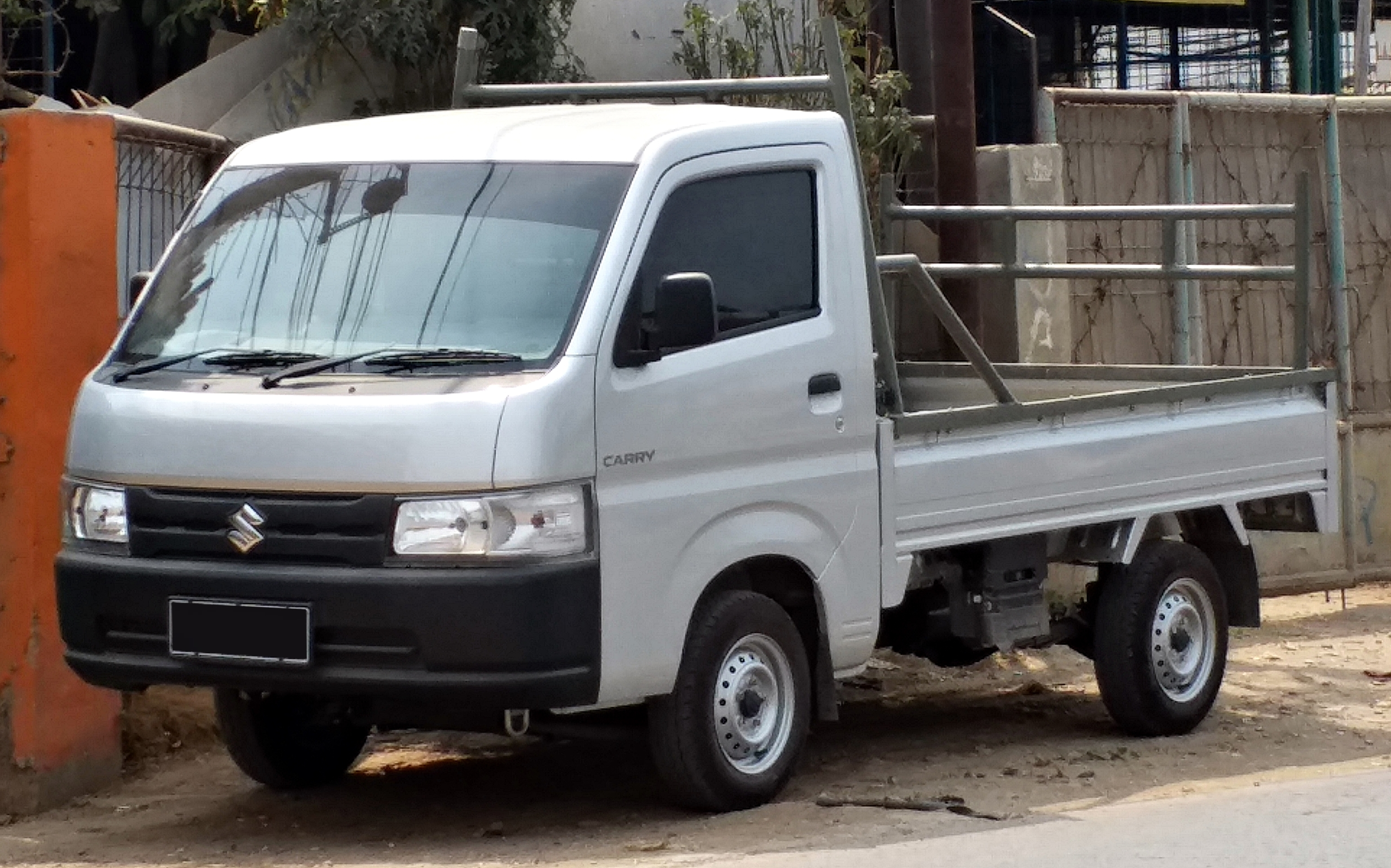
Suzuki Carry

- Citroën H

- DKW F89 L

- Nissan Urvan

- Nissan Vanette

- Piaggio Ape

- Suzuki Carry